# Socialismo del siglo XXI

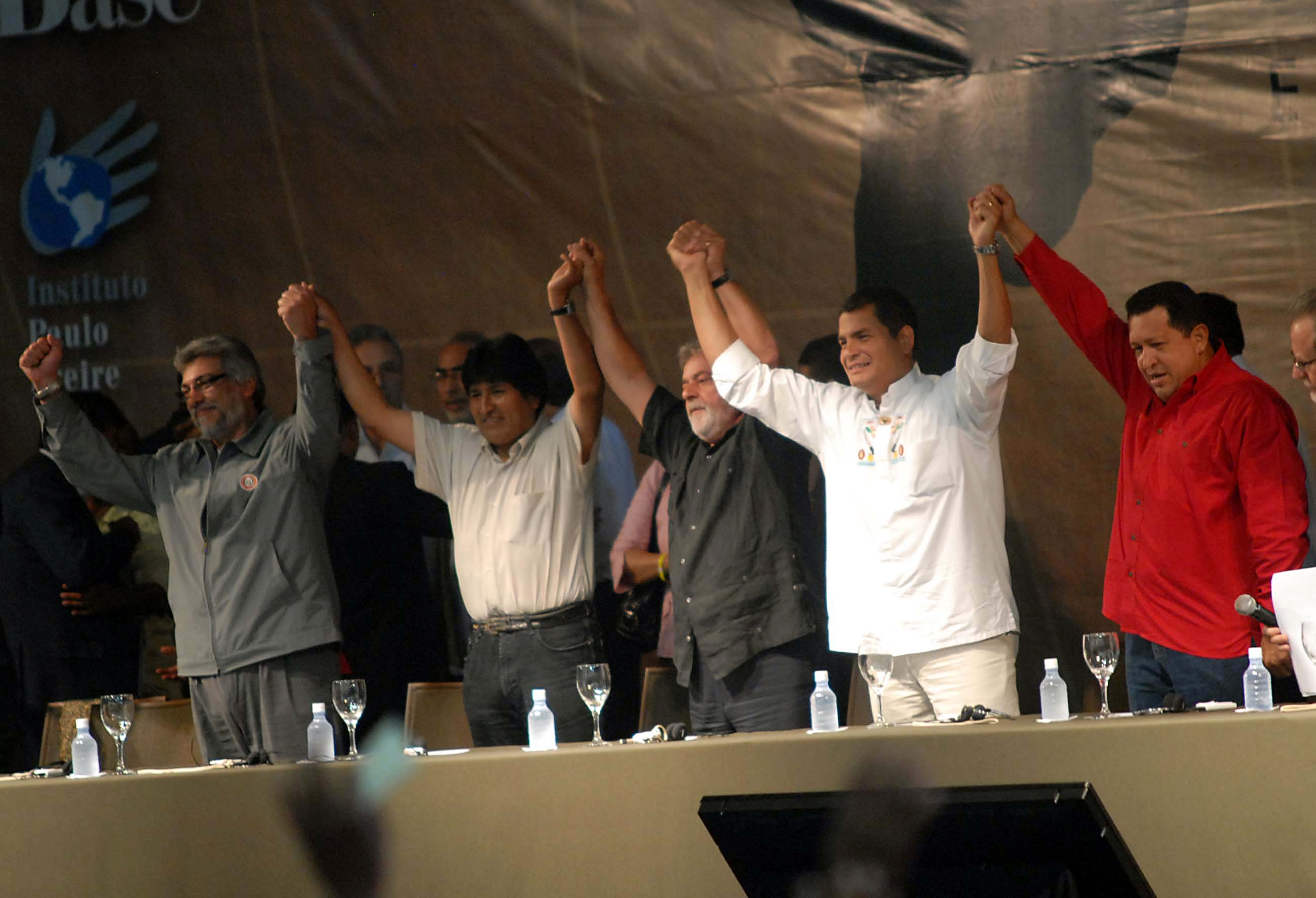
Presidentes de Latinoamérica representantes del socialismo del. De izquierda a derecha: Fernando Lugo (Paraguay), Evo Morales (Bolivia), Lula da Silva (Brasil), Rafael Correa (Ecuador) y Hugo Chávez (Venezuela)

El socialismo del siglo XXI es un concepto originalmente formulado en 1996 por el sociólogo alemán Heinz Dieterich Steffan, que surgió como «producto de la reflexión sobre el socialismo soviético-oriental del siglo XX». El término adquirió difusión mundial desde que fue mencionado en un discurso por el entonces presidente de Venezuela, Hugo Chávez, el 30 de enero de 2005 desde el V Foro Social Mundial.

## Concepto
Según la concepción original de Heinz Dieterich Steffan, el socialismo del siglo XXI sería la cuarta fase del desarrollo del movimiento socialista en la cual se superan los proyectos fallidos de estatización del siglo XX. De igual manera, él estableció que el socialismo del siglo XXI se sostiene bajo una economía mixta y no depende en sí del tipo de propiedad que se establece, sino que bajo la planificación democrática y con el cumplimiento del valor-trabajo se niega la capacidad «abusar» independientemente de la forma de propiedad.
Sin embargo, analistas como Tomás Straka señalan que hay divergencias importantes entre la concepción original de Heinz Dieterich Steffan y la propuesta chavista —y de otras fuerzas políticas latinoamericanas— del socialismo del siglo XXI. De esta manera, en América Latina alguna forma de socialismo del siglo XXI ha sido expresamente defendida en Venezuela por los gobiernos de Hugo Chávez y de Nicolás Maduro y en Ecuador por los gobiernos de Rafael Correa y Lenín Moreno, aunque este último tras su ruptura con el correísmo paulatinamente se distanció de dicha ideología. Por otra parte, aunque Heinz Dieterich Steffan en su momento colaboró estrechamente con Hugo Chávez, posteriormente manifestó que ni Hugo Chávez ni Rafael Correa ni Evo Morales ni Fidel Castro desarrollarían el socialismo del siglo XXI. No obstante, según Heinz Dieterich Steffan, China es el país que se aproxima realmente al socialismo del siglo XXI y, de igual manera, desde la llegada de Raúl Castro al poder en Cuba también ha manifestado que dicho país tendría dos «desenlaces»: el «capitalismo salvaje» o el «socialismo del siglo XXI».

## Vertientes

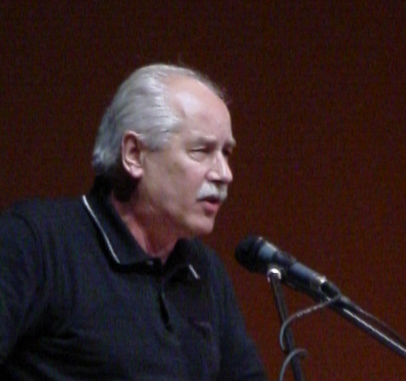
Heinz Dieterich Steffan, formulador original de la teoría del socialismo del.

### Concepción original de Heinz Dieterich Steffan
El modelo de Estado socialista del socialismo del siglo XXI es un socialismo revolucionario que deriva directamente de la filosofía y la economía marxista,[cita requerida] y que se sustenta en cuatro ejes: el desarrollismo democrático regional, la economía de equivalencias, la democracia participativa y protagónica y las organizaciones de base.[cita requerida]
El propio Dieterich afirma que el socialismo del siglo XXI «tiene doscientos años de evolución y cuatro fases de desarrollo», considerando simplemente su teoría como una continuación del desarrollo teórico del socialismo. Así, las cuatro fases serían:
1. la fase fundacional del socialismo utópico,
2. la fase de madurez del socialismo científico de Karl Marx y Friedrich Engels,
3. la fase práctica del socialismo del siglo XX o del socialismo realmente existente y,
4. el socialismo del siglo XXI en sí, «superando los fracasados sistemas de estatización».

Dieterich, en su obra Socialismo del siglo XXI se funda en la visión de Karl Marx sobre la dinámica social y la lucha de clases. Dieterich revisa la teoría marxista con ánimo de actualizarla al mundo de hoy, incorporando los avances del conocimiento, las experiencias de los intentos socialistas, develando sus limitaciones, entregando propuestas concretas tanto en la economía política como en la participación democrática de la ciudadanía para construir una sociedad libre de explotación. Resumiendo, el socialismo del siglo XXI supone que es necesario un reforzamiento radical del poder estatal democráticamente controlado por la sociedad para avanzar el desarrollo.[cita requerida]
Para contribuir a la búsqueda de dichos criterios, propone releer la historia de la economía política, porque en su opinión algunos de ellos no logran hacerse manifiestos por confusiones conceptuales en esa disciplina: la primera, ocurrida a lo largo de los doscientos últimos años, identificó al capitalismo con el liberalismo; la segunda, ocurrida en este siglo, identificó al socialismo con el estatismo. Su tesis es que el camino más expedito para alcanzar la sociedad más justa, se consigue con una alianza entre el socialismo y el liberalismo, una vez que el socialismo haya dejado a un lado al estatismo y el liberalismo haya dejado a un lado al capitalismo.
De acuerdo con Heinz Dieterich, para avanzar hacia el socialismo del siglo XXI se requiere la combinación de tres políticas:
1. su planificación y ejecución democrática (autogestión coordinada);
2. la medición del valor de sus productos y servicios (valorización) mediante unidades de tiempo (valor de trabajo) y,
3. el intercambio de equivalencias.

Por otra parte, Dieterich señala que bajo el socialismo del siglo XXI la forma de propiedad se vuelve secundaria debido a que la planificación democrática y el cumplimiento del valor-trabajo quitan la capacidad de «abusar» a eventuales propietarios formales como el Estado, las cooperativas o los individuales. De este modo afirma que la estatización de los medios de producción no implica socialismo y que dadas las condiciones de mercado de la economía el socialismo debe desarrollarse bajo una economía mixta.
Asimismo, Dieterich considera que la lucha de clases se resolverá no por mera voluntad «de los ladrones globales», sino por la conquista del poder.

### Concepción dentro de la marea rosa
La marea rosa ha sido un giro hacia la izquierda y la centroizquierda que ha experimentado América Latina durante las primeras décadas del siglo XXI. Dentro de estas corrientes, algunas afirmaron adherir con el socialismo del siglo XXI, como el caso del chavismo en Venezuela y el correísmo en Ecuador. Sin embargo, a pesar de la afinidad de algunos países latinoamericanos con fuerzas como el chavismo, no todos compartieron la vía del socialismo del siglo XXI o ni siquiera se proclamaron a sí mismos como adherentes de alguna forma de socialismo.

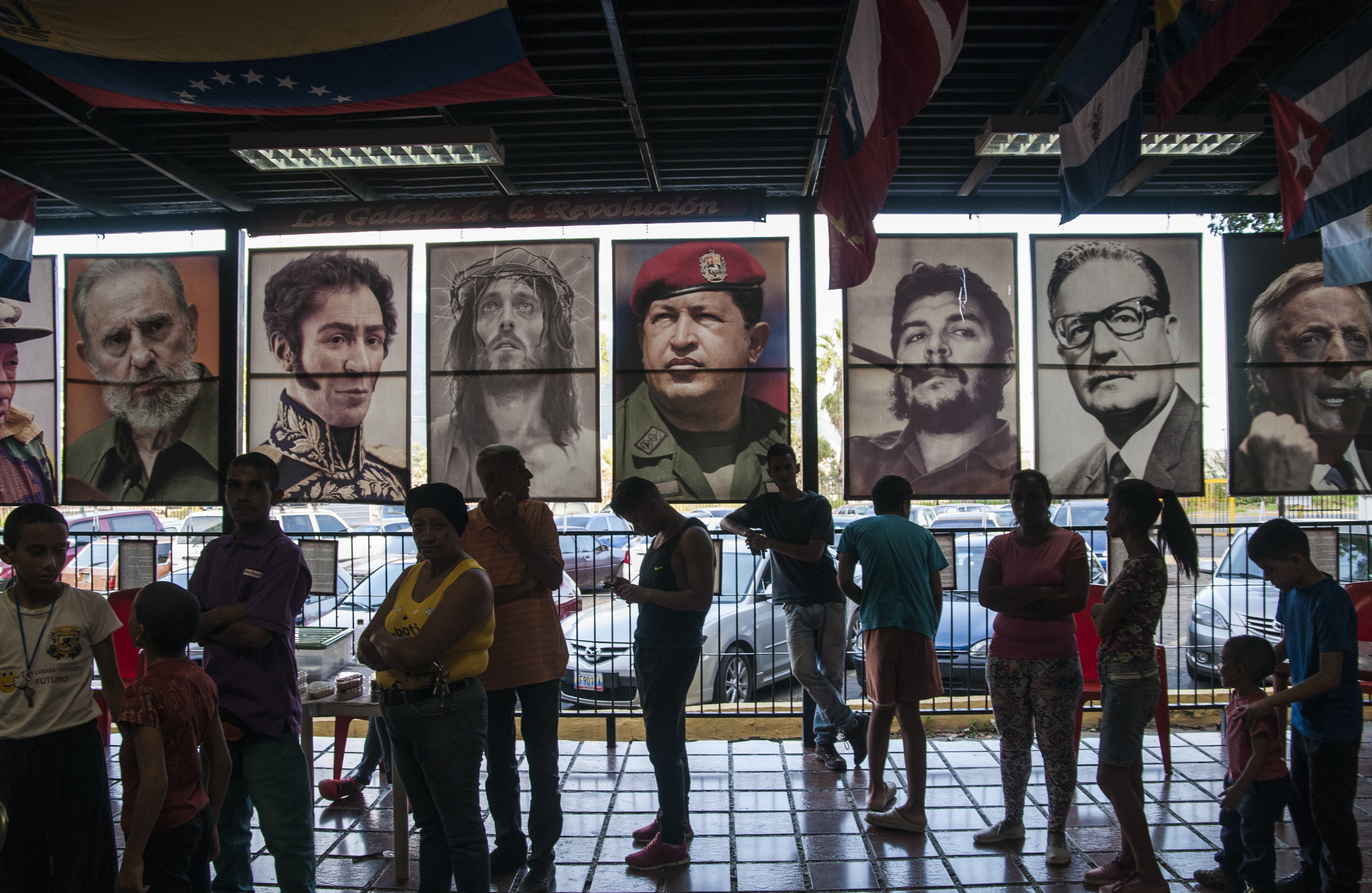
Figuras ideológicas póstumas a las cuales los idearios del socialismo del afirmaron tener presente en la creación del concepto, algunas que resaltan son: políticos como Salvador Allende, revolucionarios como Hugo Chávez, Che Guevara, Fidel Castro; históricas como Simón Bolívar y religiosas como Jesús de Nazaret.

No obstante, el propio Heinz Dieterich Steffan ha asegurado que ninguna de estas fuerzas construirán el socialismo del siglo XXI.

## Estructura ideológica
Dieterich no establece un modelo único y absoluto para lograr una sociedad democrática, participativa, socialista y sin clases sociales. Más bien establece una metodología para elaborar lo que denomina el «Nuevo Proyecto Histórico» cuyos pilares estratégicos son el Bloque Regional de Poder (BRP) que sería la integración económica y política de los Estados progresistas de la región y el Bloque Regional de Poder Popular (BRPP) que correspondería a la coordinación continental de los movimientos sociales que apoyen a la implementación del socialismo del siglo XXI. A eso, se suma la colaboración igualitaria y solidaria entre los Estados y los movimientos sociales, es decir, entre el BRP y el BRPP. La autogestión y la idea de comunidades creativas y sostenibilidad, ideario de Ezio Manzini y la Red Mundial para el diseño sostenible son igualmente prácticas tangibles de este nuevo modelo.

### Economía de equivalencias

Rosa de Peters.

Dieterich en el Socialismo del siglo XXI propone un modelo económico que no esté basado en el precio de mercado, fundamento de la economía de mercado y del capitalismo, a los que considera fuentes de las asimetrías sociales y de la sobreexplotación de recursos naturales.
Propone lo que denomina una economía de valores fundado en el valor del trabajo que implica un producto o servicio y no en las leyes de la oferta y la demanda. Este valor del trabajo se mediría sencillamente por el tiempo de trabajo que precisa un determinado producto o servicio; además de los valores agregados a dicho trabajo, es decir, el tiempo de trabajo que se usó para producir las herramientas o servicios que se emplean en el trabajo mismo, lo cual a su vez lleva a un ciclo complejo de tiempos de trabajo sumados recíprocamente. Para solucionar el problema práctico que implica la teoría de la economía de valores Dieterich sugiere usar la Rosa de Peters.
Para Dieterich, el modelo de mercado ha puesto su atención principalmente en los alcances de la ganancia y la propiedad, desvirtuando completamente el sentido de la economía. En este sentido, el modelo responde a lo que denomina «crematística», una perversión de la economía donde el acento está puesto en la ganancia. Según él, la economía política no debe operar como la forma en que unos pocos se hacen ricos, sino con un criterio de productividad.
En este sentido, el precio, como principio operativo y cibernético de la economía, determina dónde invertir, por cuánto trabajar, cuánto y qué comprar, cuánto y cuándo ahorrar y es, por lo tanto, la hebra ordenadora del sistema.
Para que el mercado funcione eficientemente, debería existir el suficiente poder adquisitivo para comprar, una formación libre del precio, un mercado que no sea monopólico y un Estado de derecho eficiente y no corrupto.
Ante la eficiencia ordenadora del sistema de libre mercado, la planificación de un modelo socialista resulta insuficiente y deformadora de la interconexión en un mundo globalizado. Así, los incesantes intentos históricos para remediar las injusticias de la economía de mercado han fracasado sistemáticamente. Las correcciones del sistema a través de la educación, la redistribución estatal, la expropiación y la democracia obrera, no han resuelto satisfactoriamente la eficiencia cibernética que el modelo de libre mercado impone en las redes globales.
El modelo del socialismo del siglo XXI debería estar basado en una ecuación donde el valor (precio) del producto, se vinculara la equivalencia sobre los tiempos de producción y a la democracia participativa. De esta manera, la redistribución y los cambios a nivel de educación deberían recoger los intereses reales de las personas que estructuran y definen los sistemas político-económicos. Para Dieterich, el socialismo del siglo XXI es la ampliación y profundización de la democracia participativa, donde las dimensiones de lo cotidiano, lo estético y lo racional-crítico deben estar incorporadas al cambio social.

### Constante reformulación
Heinz Dieterich Steffan, al final de su obra, llama a un debate abierto y constructivo para mejorar el proyecto del socialismo del siglo XXI, lo cual indica que dicha ideología sigue reformulándose.
Dieterich plantea que «la estatización de los medios de producción no resuelve el problema de la economía socialista del siglo XXI. El problema económico de la nueva civilización es informático, la sustitución del precio por el valor objetivo del trabajo».

### Representatividad democrática: tricameralidad y democracia directa
Los proponentes de la tricameralidad argumentan que la representación de la comunidad en cada nivel (municipal, autonómico o estatal, nacional o federal, etc.) es un problema complejo y que tiene tres fuentes (la ideológica, la sindical y la territorial). Para resolverlo se postura la existencia de tres cámaras en cada uno de los niveles citados (municipal, autonómico o estatal y nacional o federal/confederal).
La Constitución Bolivariana de 1826 es un ejemplo de constitución tricameral. La centralización y concentración del poder legislativo era consecuencia inevitable de la cooptación y también del arbitraje que se esperaba de su composición tricameral. La tricameralidad –según Simón Bolívar– debía resolver los conflictos suscitados entre las Cámaras “por falta de un juez árbitro, como sucede donde no hay más que dos Cámaras” y ninguna ley quedaría sin efecto, o, por lo menos, habría sido “vista una, dos y tres veces, antes de sufrir la negativa.
En el socialismo del siglo XXI se redefine el concepto Soberanía en sus dos vertientes:
1. Soberanía política: fruto de los representantes elegidos por los ciudadanos en los órganos habilitados para ello: parlamentos y partidos políticos.
2. Soberanía social: representada por dos ámbitos diferentes del ideológico (que estaría representado por el punto 1) el socioeconómico (sindicatos y el consejo económico social y/o patronal) y el territorial ciudadano (Senado).

Frente a las grandes innovaciones se propone una constante reformulación de pequeños cambios que a mediano o largo plazo producen una mejora continua del sistema. Para este rol cobran especial relevancia todos los actores:
1. Actores de la democracia representativa: representantes de la soberanía política (partidos políticos) + representantes de la soberanía social (senado + cámara socioeconómica).
2. Actores de la democracia directa: la reformulación ideológica parte de un proceso de mejora continua que parte de la base ciudadana, de alta implicación y de su continua interacción con los agentes de la democracia representativa.

### Objetivo: una democracia de calidad total
La democracia de calidad total constituye una metodología de mejora continua del sistema democrático. Esta metodología es aplicada desde un punto de vista de democracia representativa más la democracia participativa.
Sus principios:[cita requerida]
1. Orientación al ciudadano: el ciudadano es productor de democracia. Constituye medio y fin.
2. Identificación de agentes: comunidad ideológica o política, comunidad territorial, comunidad socioeconómica. Instrumento: parlamento tricameral (senado, parlamento y cámara socioeconómica).
3. Principio de autodeterminación: todos participan en la comunicación/determinación de metas.

La democracia de calidad total, objetivo del socialismo del siglo XXI, tiene como metodología activa el kauzolan, que combina la filosofía o metodología japonesa del Kaizen, aplicada originalmente en el sistema productivo industrial, con las antiquísimas experiencias participativas como el auzolan vasco, la andecha gallega, el coor irlandés o las prácticas comunales andinas denominadas minka.

#### Kaizen
La puesta en práctica de la metodología Kaizen tendría como efecto:
1. Flexibilidad y adaptación el ciudadano en un contexto sociopolítico globalizado: shojinka.
2. Fomento de la participación y de las ideas innovadoras: soifuku.
3. Autocontrol o veto de la ciudadanía ante los defectos político-gubernamentales: jidoka.

#### Auzolan
Es una forma antiquísima de trabajo en común vecinal. Es el ayuntamiento o la simple reunión de vecinos donde se determina cuándo y por quiénes ha de efectuarse la prestación. La institucionalización del auzolan se ve cristalizada en las cofradías administradoras de montes y tierras comunales.

## Socialismo del por región

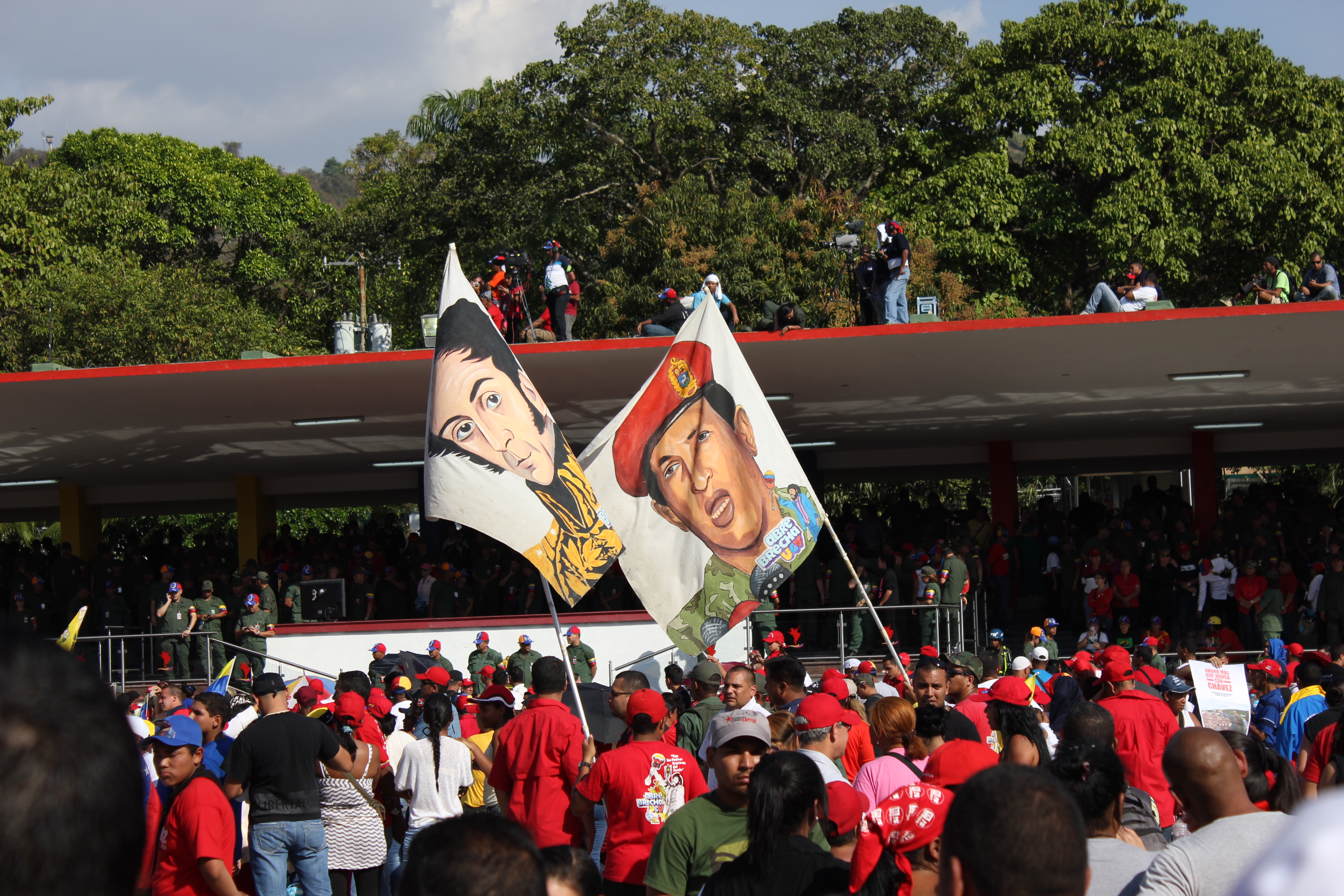
Rostros del libertador Simón Bolívar y el presidente venezolano Hugo Chávez, dos personificaciones del socialismo del en América Latina.

## Socialismo delsigloXXIpor región

### Socialismo delsigloXXIen Latinoamérica
En América Latina, distintos gobiernos han asumido por sí mismos interpretaciones del socialismo del siglo XXI. No obstante, el propio Heinz Dieterich afirmó lo siguiente con respecto a los presidentes de estos países:

La gran esperanza de que Hugo Chávez, Fidel, Evo y Rafael Correa fueran la vanguardia estatal que ayudara a los pueblos y científicos a crear el nuevo modo de producción del socialismo del siglo XXI, se ha desvanecido. Ninguno de los cuatro presidentes ha hecho un esfuerzo serio para avanzar la alternativa anticapitalista del siglo XXI y ninguno lo hará. Han ayudado a cambiar conciencias y estructuras de la sociedad, pero no darán el paso de vanguardia hacia el S21.
Heinz Dieterich

#### Venezuela

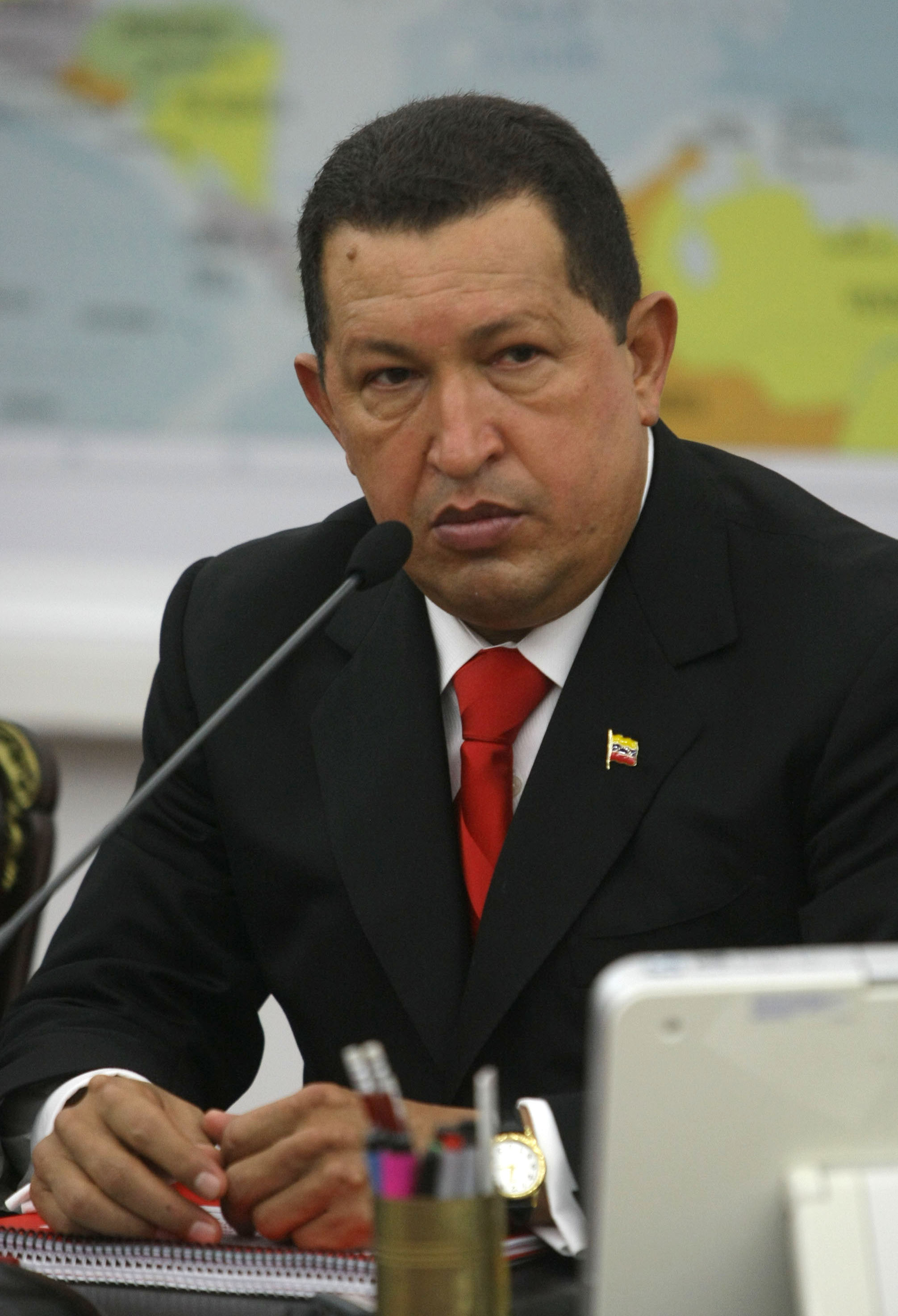
Hugo Chávez, presidente de Venezuela entre 1999 y 2013.

Durante el gobierno de Hugo Chávez, presidente de la República Bolivariana de Venezuela desde 1999 hasta el 2013, planteaba que su proyecto político la Revolución bolivariana estaba basado en la tercera vía y el bolivarianismo hasta que Chávez decidió que avanzara hacia el socialismo del siglo XXI sin dejar el bolivarianismo. El presidente Chávez dijo que el tipo de socialismo que se desarrolla en Venezuela también se inspira en el cristianismo, incluso llamó a Jesús de Nazaret como «socialista», Chávez también afirmó compartir ideas trotskistas e ideas gramscianas.
En el marco de la Revolución bolivariana, Chávez señaló que para llegar a este socialismo habrá una etapa de transición que denomina como «democracia revolucionaria». En un discurso a mediados de 2006, Hugo Chávez expresó:

“Hemos asumido el compromiso de dirigir la Revolución bolivariana hacia el socialismo y contribuir a la senda del socialismo, un socialismo del siglo XXI que se basa en la solidaridad, en la fraternidad, en el amor, en la libertad y en la igualdad”
Hugo Chávez

Además, este socialismo no está predefinido. Más bien, dijo Chávez «debemos transformar el modo de capital y avanzar hacia un nuevo socialismo que se debe construir cada día».
En una emisión de Aló Presidente en 2003, Hugo Chávez también presentó la propuesta de Giulio Santosuosso para el socialismo del siglo XXI, Socialismo en un paradigma liberal, en el cual el autor opina que en el mundo está en curso una extensa realineación ideológica, consecuencia del cambio de paradigma en curso en la economía: el viejo modelo ha muerto, pero todavía no han aparecido los nuevos criterios que permitirán la realineación conceptual.
En el año 2007, Hugo Chávez planteó una reforma a la Constitución venezolana para modificar 69 artículos donde se proponía la formación de un Estado socialista, cambios económicos, estructurales, institucionales, políticos, entre otros, pero dicha propuesta fue rechazada democráticamente en el referéndum constitucional de 2007.
Chávez afirmaba que el socialismo del siglo XXI acepta la propiedad privada –a diferencia de la postura marxista-leninista–, pero rechaza la propiedad privada cuando «degenera en la acumulación egoísta». En el programa de gobierno de Hugo Chávez para el período 2013-2019 conocido como el Plan de la Patria se promueve distintos tipos de propiedad, incluida la privada, pero se dice que la nueva economía socialista se debe construir «sobre la base de un amplio sustento público, social y colectivo de la propiedad sobre los medios de producción» y generar «relaciones de producción e intercambio complementarias y solidarias». Chávez también afirmaba que el socialismo del siglo XXI debe nutrirse de las corrientes más auténticas del cristianismo, dentro de una democracia participativa y protagónica que debe conjugar igualdad con libertad. También dentro del chavismo se promueve la creación de comunas socialistas con su sistema económico comunal, el apoyo al control obrero por medio de la autogestión obrera y la cogestión, la intervención del Estado en la economía, el desarrollo de programas sociales conocidos como misiones bolivarianas y la expropiación de empresas.
El presidente venezolano Nicolás Maduro, también se comprometió a continuar el proyecto del socialismo del siglo XXI en Venezuela tras el fallecimiento de Hugo Chávez en marzo de 2013.
Sobre el desarrollo del socialismo en Venezuela, en su último programa de gobierno, el Plan de la Patria, publicado en junio de 2012, Chávez reconoció que «la formación socio-económica que todavía prevalece en Venezuela es de carácter capitalista y rentista», y a su vez aseguró que el «socialismo apenas ha comenzado a implantar su propio dinamismo interno entre nosotros». Esta misma tesis es defendida por Nicolás Maduro señalando que lo que está en crisis en Venezuela es el «modelo capitalista-rentista». Por su parte, en febrero de 2011 Heinz Dieterich afirmó que «no hay ni habrá socialismo en Venezuela».
Asimismo, Heinz Dieterich Steffan declaró que sobre el proyecto chavista:

El problema es que, salvo algunos revolucionarios auténticos dentro del chavismo original, nunca nadie se puso a estudiar seriamente el paradigma científico del Socialismo del Siglo 21. Esto incluye a mi amigo Hugo Chávez, que sí buscaba una nueva sociedad, pero por condiciones subjetivas, pragmáticas y objetivas, no pudo hacerlo.
Heinz Dieterich Steffan

Por su parte, organizaciones chavistas contrarias al Gobierno de Nicolás Maduro como Marea Socialista han señalado que su Gobierno se ha alejado del «legado de Chávez».
En cualquier caso, tras el fallecimiento de Chávez y la elección de Maduro se ha notado un rápido deterioro en la situación económica de la nación. Durante el Examen Periódico Universal del Consejo de Derechos Humanos de las Naciones Unidas, se recomendó a Venezuela garantizar condiciones de acceso, eficacia y seguridad que den paso a una respuesta humanitaria que ayude a atender la crisis económica que atraviesa el país.

#### Ecuador

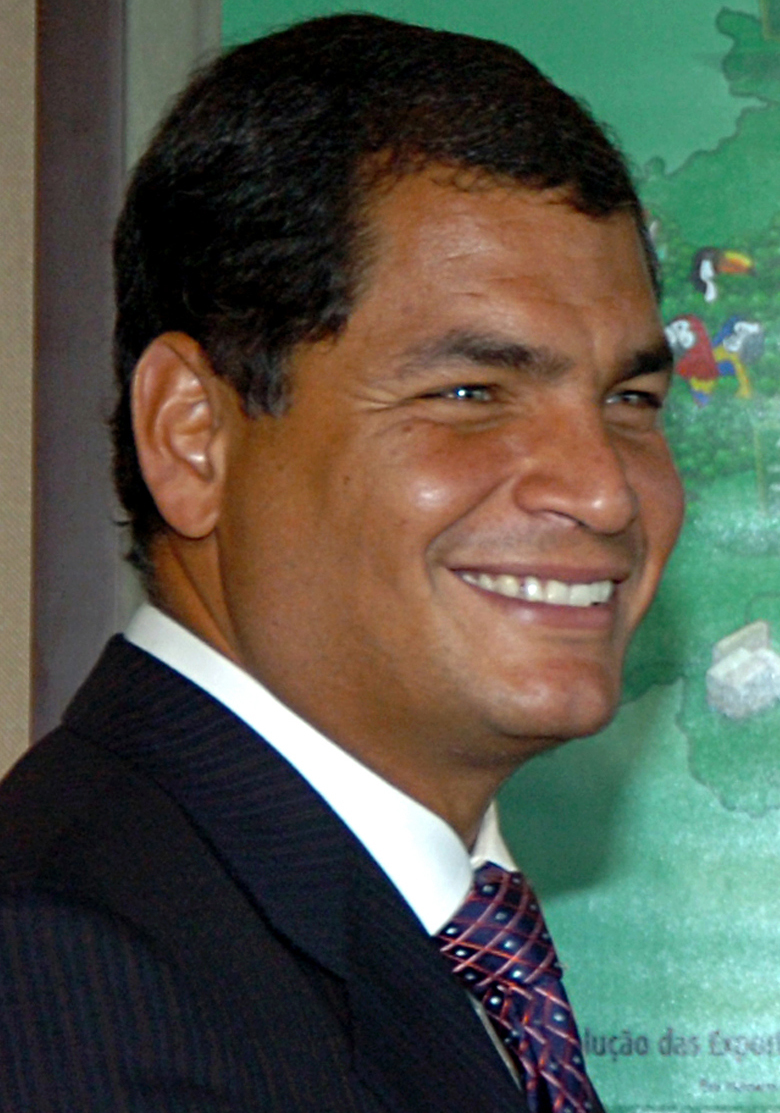
Rafael Correa como presidente electo en diciembre de 2006.

El expresidente ecuatoriano Rafael Correa asegura que el desarrollo del socialismo del siglo XXI en su país tiene características propias y «que difiere totalmente de ir una estatización de los medios de producción y del socialismo tradicional», pero le da al Estado un rol protagónico para impulsar la economía. Correa afirma también, que «el capital [debe estar] al servicio del ser humano y no al revés» y se debe impulsar la democratización de los medios de producción.[cita requerida] Correa también apoya la participación de los trabajadores en la gestión de las empresas, acepta la propiedad privada pero dice que debe ser democratizada y afirma que el socialismo del siglo XXI tampoco niega el mercado pero que «hay que gobernarlo, para que no nos gobierne a nosotros».[cita requerida] Por otra parte, Correa señalaba que su proyecto de socialismo del siglo XXI era distinto al de Chávez.
El sucesor de Correa y expresidente, Lenín Moreno, aunque se ha distanciado de su predecesor, también manifestó mientras formaba parte del Gobierno de Correa que «el camino de Ecuador es el socialismo del siglo XXI» y más recientemente en 2018 expresó que hay que abandonar «la cuadratura del socialismo del siglo pasado», apostando por lo que considera un socialismo nuevo, moderno e inclusivo. Por otra parte, Moreno señala que su Gobierno estaba rescatando los principios fundacionales de la Revolución Ciudadana y defiende que el «socialismo de este siglo es distinto al del siglo pasado», donde se creía que un líder tenía derecho «a seguir manteniéndose en el espacio de poder». Incluso Moreno etiquetó a Correa como un «presidente del siglo pasado». De igual manera, en un principio, Moreno consideraba que la Revolución Ciudadana continúa a pesar de haberse separado de Correa.
Sin embargo, para marzo de 2019 Lenín Moreno en una reunión de apoyo a Juan Guaidó —presidente interino parcialmente reconocido— aseguró que es el fin del «abismo del mal llamado socialismo del siglo XXI». Asimismo, en septiembre de 2019 Moreno afirmó que su país salió del engaño que representa el «falso socialismo del siglo XXI», un «socialismo» que para él realmente «nunca existió». Así, a pesar de separarse de la interpretación correísta del socialismo del siglo XXI, Moreno se ha reivindicado a sí mismo como un «socialista de los de veras».
En cuanto a las características del «nuevo socialismo» defendido por Moreno, él declara que «debe escoger lo mejor de cada tendencia», de esta manera identificó a su gobierno como «dialogador, consensuador y equilibrado», considerando así que «lo prudente es producir con la derecha» y «repartir con la izquierda». Al mismo tiempo, Moreno ha insistido que se debe construir «nuestro propio socialismo».
El excandidato presidencial del correísmo Andrés Arauz se ha definido a sí mismo como «patriota», «demócrata» y «progresista», aunque expresamente ha señalado que «nosotros no vamos a replicar el modelo venezolano de gobierno de ninguna manera».

#### Bolivia

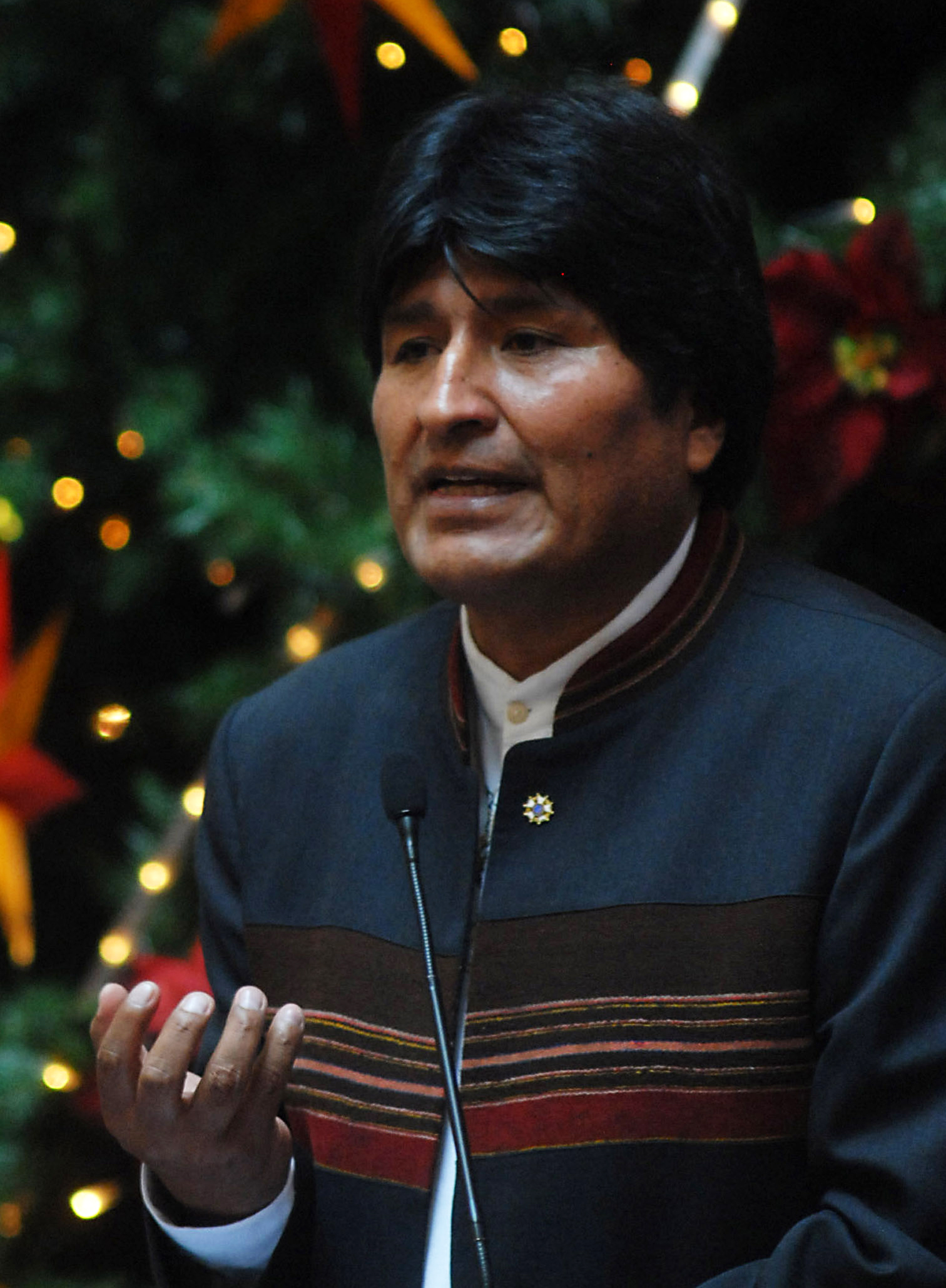
Evo Morales, expresidente de Bolivia.

Evo Morales, expresidente del Estado Plurinacional de Bolivia y máximo dirigente del Movimiento al Socialismo boliviano se ha declarado también a favor de construir el socialismo del siglo XXI a través de una revolución cultural anticolonial y de la creación de una sociedad plurinacional en la que coexista la democracia representativa con formas comunales e indígenas de democracia. El Gobierno de Evo Morales también se ha caracterizado por la nacionalización de hidrocarburos, aceptación de la propiedad privada e implementación de programas sociales. Evo Morales asegura también que su modelo socioeconómico «está basado en la solidaridad, la reciprocidad, la comunidad y el consenso, porque la democracia es para nosotros un consenso».
En octubre de 2013, se aprobó una ley que permite a los trabajadores tomar empresas privadas quebradas o liquidadas y convertirlas en empresas sociales, constituyéndose así en empresas recuperadas.

#### Cuba
Por otra parte, Dieterich opina que en Cuba Raúl Castro se ha dedicado a la salvación de la Revolución cubana intentando organizar la transición del modo de producción estalinista al modo de producción de la Nueva Economía Política de Lenin y Deng Xiaoping. Asimismo, Dieterich señala que «El modelo de transición que Raúl pretende instalar [...] [s]olo puede tener dos desenlaces: el capitalismo salvaje o el Socialismo del siglo XXI».

### Socialismo delsigloXXIen Europa
El socialismo del siglo XXI ha sido especialmente acogido en España por parte del Partido Comunista de España e Izquierda Unida (España), en Alemania de mano del Die Linke, de diferentes movimientos universitarios y de ex-altos cargos de la República Democrática Alemana como Egon Krenz (y anteriormente por Die Linkspartei), y en Rusia por el partido Rusia Justa. También en Rusia, el Partido Comunista de la Federación Rusa ha manifestado como su «meta estratégica» la «construcción de un renovado socialismo en Rusia, el socialismo del siglo XXI», convirtiéndose así en una de sus ideologías oficiales, junto al marxismo-leninismo y el internacionalismo.
En España destacan varios colectivos socialistas: Sortu, organización independentista vasca y de izquierda abertzale, que adoptó el socialismo del siglo XXI en su línea política, y que tiene como personalidad más conocida a Arnaldo Otegi, de notoria ideología marxista, exmiembro de la Mesa Nacional de Herri Batasuna (partido político ilegalizado por considerarse vinculado a la disuelta banda terrorista E.T.A.) Por su parte, el Partido Carlista con una ideología socialista-monárquica autogestionaria y de nueva izquierda. Con una base sociológica mediana en el País Vasco, en 1998 fue uno de los partidos y asociaciones firmantes del Pacto de Estella, y en 2005 se pronunció en contra de la Constitución Europea. Venezuela fue destino de muchos militantes de esta formación durante la represión franquista. El expresidente del Partido Carlista, Carlos Hugo de Borbón Parma, en 2004 publicó el libro Algunas reflexiones sobre el socialismo del siglo XXI el cual, entre sus líneas, expresa textualmente lo siguiente:

El socialismo que ha muerto es el socialismo autoritario orientado hacia el control del ciudadano por una política monopolizada o controlada desde el partido único, que reclamaba un reparto del fruto de la propiedad y de la producción, pero no un simultáneo reparto del poder. Este socialismo sí ha muerto. El socialismo como ideal humano de construcción política, basado en la participación del ciudadano, en el control de su vida política y económica, así como en el reparto de los bienes, no ha muerto. Hay que decirlo una y otra vez: un proyecto socialista se hace hoy imprescindible.
Carlos Hugo de Borbón Parma

También Noruega ha sido descrita como el único Estado socialista del siglo XXI en Europa.

### Socialismo delsigloXXIen China

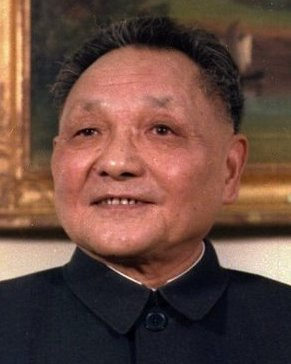
Desde el liderazgo de Deng Xiaoping China desarrolla el socialismo con características chinas.

Posterior a la ruptura de Heinz Dieterich Steffan con el chavismo, Dieterich ha enfocado sus esfuerzos intelectuales y prácticos hacia el socialismo con características chinas, país donde su pensamiento ha empezado a ser acogido. Dieterich ha afirmado que China se acerca a lo que él ve como el socialismo del siglo XXI. También ha alabado las recientes rectificaciones marxistas del actual presidente chino Xi Jinping. Por otra parte, Dieterich asegura que China ha renovado la Nueva Política Económica de Lenin:

Mao desarrolló el paradigma fundacional del Socialismo chino del Siglo 20, la "Nueva Democracia", basada en la autonomía y autarquía (fuerzas propias) del país. En los años setenta, el modelo estaba estructuralmente agotado y el Partido decidió adoptar la "Nueva Política Económica" (NEP) de Lenin, llamado por Deng Hsiao Ping de "apertura y reforma". De esta manera, la transición del Socialismo del Siglo 20 al Socialismo del Siglo 21, que se había malogrado en la Unión Soviética, fue exitosa en China.
Heinz Dieterich

No obstante, también ha señalado que «no sabemos si la vía china terminará en el Socialismo o en el Capitalismo del Siglo 21». Asimismo, reconoce que la forma que se han desarrollado las fuerzas productivas en China ha aumentado la desigualdad social, pero espera que esa tendencia sea revertida. Sin embargo, a pesar de esto, Dieterich declara que «es la primera vez que el socialismo científico, el marxismo y el ciber-comunismo han sido declarados como una alternativa civilizatoria para la humanidad, frente al capitalismo» y opina que el sueño chino que defiende Xi Jinping es una esperanza no solo para China sino para toda la humanidad.

## Críticas
El socialismo del siglo XXI ha sido criticado desde diversas corrientes del pensamiento político, tanto desde la derecha, el centro y la propia izquierda. Las críticas van dirigidas tanto a las teorizaciones propias de Heinz Dieterich Steffan como a las interpretaciones aplicadas en distintos países cuyos gobiernos dicen haber asumido este pensamiento.
Ha sido llamado de manera peyorativa como «neocomunismo» por algunos de sus opositores de tendencia más anticomunista; por otra parte, algunos sectores de izquierda lo han catalogado como reformista, o han señalado específicamente su aplicación a través del chavismo en Venezuela como una «farsa» o un «fraude» que no pretende realmente superar el capitalismo.
Algunas de las críticas al socialismo del siglo XXI provienen de sectores en contra que acusan al movimiento de defender ideas «caducas» y «perimidas».[¿quién?]
El proyecto de economía de valores no está profusamente detallado en el socialismo del siglo XXI, ni considera el grado de complejidad de determinados trabajos que exigen especializaciones científicas, y cuyo tiempo de trabajo no puede ser valorado de la misma manera que los trabajos no especializados.[cita requerida] Tampoco considera el valor físico de la producción energética sobre el consumo energético de un determinado trabajo, conocido como tasa de retorno energético (TRE), algo fundamental para el desarrollo social, tecnológico y humano de una sociedad.[cita requerida] Aunque los partidarios manifiestan que "el único problema que tiene es la definición del número de insumos que entran en el cálculo. Esto es un problema metrológico, es decir, de consenso y estandarización, que aparece en casi todas las mediciones científicas.[cita requerida]

### Críticas liberales
Según Francisco Endara D., ingeniero ecuatoriano de ideología liberal libertaria, el socialismo del siglo XXI pretende instaurar lo que llaman la economía equivalente, en donde cada ciudadano obtiene sus ingresos a partir del intercambio de tiempo empleado para realizar un producto o servicio y en este marco los ciudadanos pierden la facultad de decidir cuánto vale su trabajo.

### Críticas socialistas
El marxista británico Alan Woods criticó a Eduard Bernstein y Karl Kautsky que «se presentaban como los “verdaderos discípulos” de Marx mientras impulsaban el revisionismo reformista, bajo un disfraz de “ideas nuevas”» «frente a las “viejas ideas” del socialismo revolucionario». Del mismo modo Woods criticó a Heinz Dieterich por afirmar «haber inventado una teoría completamente nueva y original del “socialismo del siglo XXI”». Igualmente Woods dice que «los escritos de Dietrich simplemente repiten las viejas ideas premarxistas de los socialistas utópicos y las presentan como algo nuevo, una forma de “socialismo” sin lucha de clases sin necesidad de expropiar el capitalismo».
Los partidos de la Conferencia Internacional de Partidos y Organizaciones Marxista-Leninistas, ha acusado al socialismo del siglo XXI de ser una teoría anti-marxista siendo esta crítica sintetizada por el Partido Comunista de Colombia - Marxista Leninista en los siguientes puntos:
- No pretende cambiar el sistema; no se ataca a las raíces del mismo, pretende reformarlo.
- Parte de considerar que los capitalistas cederán sus privilegios sin lucha, abandonaran su búsqueda del máximo beneficio en aras del bienestar de la humanidad.
- No prepara al movimiento político y social del pueblo (para no decir al proletariado) para la lucha por sus derechos, para arrancar conquistas a los explotadores, para la toma del poder. Al contrario, le enseña la confianza en las clases explotadoras. Es desmovilizador.
- Efectúa una crítica de la revolución y de la Unión Soviética, que -contraria al deber de un investigador e intelectual honesto- se limita a repetir lo que los intelectuales, grandes medios de comunicación de la burguesía, etc. dedicados a la defensa del sistema, vomitan sin cesar.
- Desconoce el recorrido histórico y, lo que es peor, la realidad de la lucha de clases.
- Parte de una esencia idealista, ecléctica y de la psicología propia de la pequeña burguesía urbana en ascenso. Por ello le sacan provecho los imperialistas y las burguesías al difundirla para pescar en río revuelto.
- Es un “socialismo” carente de la esencia clasista, la que le da base científica a la lucha por el socialismo, lucha que sólo puede liderar la única clase que liberándose ella libera a toda la humanidad: la clase obrera.
- Desconoce el papel fundamental de la clase obrera y de su partido.
- En últimas, plantea que el socialismo se alcanzará producto de la evolución de la sociedad, y no por un proceso revolucionario, lo cual agrada hasta al más reaccionario de los burgueses, pues niega la necesidad de la violencia revolucionaria de la clase obrera y el pueblo para alcanzar su liberación.

El venezolano Milton D'León de la Liga de Trabajadores por el Socialismo ha señalado que el intento de construcción del socialismo en Venezuela por parte del chavismo «no significó más que algunas reformas, manteniendo y recomponiendo el régimen de dominio burgués y garantizándole los negocios a los capitalistas».

### Críticas anarquistas
Desde el anarquismo, el mutualista estadounidense Kevin Carson dijo que Hugo Chávez, a pesar de que pudo haber ayudado a población venezolana, «no lo hizo por la abolición de las formas preexistentes de coerción estatal que respaldan el monopolio del que dependen las rentas del capital y la tierra, sino a través de la contra-coacción» al mismo tiempo que criticó su autoritarismo. Por su parte, el mutualista español Víctor Logos dice que aplicar las ideas del partido político Podemos llevarían a una situación como la de Venezuela con más paro y más miseria y donde «el Estado se vería obligado a adquirir un poder cada vez más colosal y centralizado hasta controlar toda la producción y la distribución».

### Críticas desde Venezuela
En el caso venezolano, el político venezolano de izquierda y opositor al chavismo, Teodoro Petkoff, cree que dos rasgos del chavismo son el autoritarismo y el militarismo a pesar de que el chavismo se define a sí mismo defensor de un socialismo democrático. Por su parte, el Arzobispo de Mérida, Mons. Baltazar Porras, opinó que el socialismo del siglo XXI es indefinido ideológicamente, que busca «distraer la atención» y «parece más bien un supermercado». Para el Arzobispo, otras características de este socialismo son el populismo, el autoritarismo y el militarismo.[cita requerida]

### Críticas
- El Socialismo del siglo XXI de Guillermo Rodríguez
- Crítica Al Socialismo del siglo XXI de Heinz Dietereich Steffan
- América Latina: Una agenda de libertad, documento de crítica ideológica al socialismo del siglo XXI
- Socialistas del siglo XXI, Neocons Andinos de Aparicio Caicedo Castillo.
- El Socialismo del siglo XXI: Teoría antimarxista pequeño burguesa , artículo del PCC-ML en la Revista Unidad y Lucha de la CIPOML
- Del "Socialismo del siglo XXI" al premarxismo del siglo XIX de Santiago Baranga
- Sobre el carácter acientífico y antimarxista del “socialismo del siglo XXI”, artículo de Santiago Baranga por el PCE (m-l) en la Revista Unidad y Lucha de la CIPOML

- Datos: Q8881